# Szandra Lajtos
Szandra Lajtos is een schaatsster en shorttrackster uit Hongarije.
Op de Olympische Winterspelen in 2002 reed Lajtos voor Hongarije bij het shorttrack op de 500 en 1000 meter.
Op de Olympische Winterspelen in 2010 zou Lajtos uitkomen op de 3000 meter estafette, maar startte ze uiteindelijk niet.
Op de Olympische Winterspelen in 2014 droeg Lajtos de vlag voor Hongarije, en reed ze de 3000 meter relay op het onderdeel shorttrack.
Op de Europese kampioenschappen shorttrack behaalde Lajtos meerdere malen een medaille op het onderdeel relay.